# Lucia Apicella
Lucia Apicella (* 18. November 1887 in Cava de’ Tirreni, Kampanien, Italien; † 23. Juli 1982 ebenda) war eine italienische Philanthropin, die 1951 als Würdigung ihrer Sorge für gefallene deutsche Soldaten mit dem Bundesverdienstkreuz ausgezeichnet wurde.
Geboren und aufgewachsen in Sant’Arcangelo di Cava de’ Tirreni, widmete sie sich nach dem Zweiten Weltkrieg dem Begräbnis in ihrer Heimatregion gefallener deutscher Soldaten. Lucia Apicella war Mutter und eine einfache und fromme Frau, die zeitlebens Analphabetin blieb und als Obsthändlerin arbeitete.

## Auf der Suche nach den Gefallenen
Im September 1943 landeten die alliierten englischen und US-amerikanischen Truppen bei Salerno (Operation Avalanche). Eine der strategisch wichtigen Straßen für die alliierten Kolonnen, die zum Ziel hatten, zügig Neapel zu besetzen, war die heutige SS 18, die direkt durch das Cava-Tal führt. Hunderte gefallener deutscher Soldaten blieben dort auf den Schlachtfeldern rund um Cava de’ Tirreni wegen des verhältnismäßig schnellen Vormarschs der Alliierten auf Neapel unbegraben zurück.
Lucia Apicella, die eine tiefreligiöse Frau war, verspürte die christliche Pflicht, die sterblichen Überreste der deutschen Soldaten zu begraben. Sie wurde Zeugin, wie einige Kinder den Schädel eines Soldaten mit Füßen traten, und hatte einen Traum, in dem acht deutsche Soldaten sie anflehten, ihre Körper ihren Müttern zu übergeben. Daraufhin kümmerte sich Mamma Lucia, wie sie später genannt wurde, darum, die Leichen der gefallenen Soldaten zu finden und notdürftig in provisorische Behältnisse zu betten. Zunächst stieß sie auf Widerstand ihrer Dorfnachbarn, später schlossen sich ihr Helfer an, die unter anderem Zinksärge zur Verfügung stellten. Es war ihr Ziel, die Toten ihren Müttern wiederzugeben oder es diesen zumindest zu ermöglichen, die Leichen ihrer Söhne wiederzufinden.
"Song' tutt' figl 'e mamma" (Es sind alle Kinder einer Mama), war ihre lapidare Antwort, wenn jemand sie aufforderte, Zeit und Geld zu sparen und vor allem nicht länger das große Risiko einzugehen, Minen und Blindgänger auszulösen.
Die Zinksärge mit den Leichnamen der Soldaten wurden in der ersten Zeit in Lucia Apicellas Haus, später, nach langen Widerständen der Kirche, in der Chiesa di Santa Maria della Pietà aufbewahrt. Dort betete Lucia Apicella jeden Morgen, bis 1980 ein Erdbeben die Kirche bis auf weiteres zerstörte.
Trotz der Gefahr, die die Arbeit mit sich brachte, konnte sie von Juli 1946, dem Beginn ihrer Arbeit, hunderte von sterblichen Überresten gefallener Soldaten mit diversen Dokumenten und anderen Merkmalen, die eine Identifizierung ermöglichten, zusammentragen.

## Die Würdigung in Deutschland
Für ihr Werk wurde sie Mitte September 1951, genau acht Jahre nach den Kämpfen rund um Cava de’ Tirreni, nach Deutschland eingeladen, um vom Bundespräsidenten Theodor Heuss das Bundesverdienstkreuz zu erhalten. Sie wurde sehr herzlich empfangen und Mama Luzia oder Mutter der Toten genannt.
Sie akzeptierte eine Alterspension der Bundesrepublik Deutschland nicht.

## Die Würdigung in Italien
Mamma Lucia wurde am 20. Juli 1951 zu einer Privataudienz von Papst Pius XII. empfangen, der auf Eingabe des Bischofs von Cava ihr Werk gut hieß und es "christlich und mildtätig" nannte.
1952 bearbeitete der Schriftsteller Giuseppe Marotta ihre Geschichte im Buch Le Madri (Die Mütter).
Am 2. Juni 1959 erteilte ihr der italienische Präsident Giovanni Gronchi den Verdienstorden Ordine al merito della Repubblica Italiana. Die Stadt Salerno ernannte sie unterdes zur Ehrenbürgerin.

## Tod und posthume Würdigungen
Als Lucia Apicella 1982 starb, schrieb der italienische Präsident Sandro Pertini an den Bürgermeister von Cava de’ Tirreni: "Das Ableben von Mamma Lucia trifft alle diejenigen schmerzhaft, die in der Nächstenliebe und in der Solidarität grundlegende Werte für die Erziehung des Menschen erkennen." Das Begräbnis war auf einmütigen Beschluss des Stadtrats hin öffentlich und feierlich. Lucia Apicella wurde zwei Tage lang unter Glas aufgebahrt.
Die Gemeinde Cava de’ Tirreni benannte nach ihr einen Platz und rief 2007 den Premio Mamma Lucia alle donne coraggio (Mamma-Lucia-Preis für couragierte Frauen) ins Leben, der jedes Jahr verliehen wird.
Im Jahre 2013 befestigte der Rotary-Club Cava de’ Tirreni neben der Höhle, in der Mamma Lucia die ersten sterblichen Überreste deutscher Soldaten entdeckt hatte, eine Gedenktafel mit den Worten: In memoria di "MAMMA LUCIA", FARO, VORBILD, LUCE, LICHT, SPERANZA, HOFFNUNG unter der Teilnahme einiger Mitglieder des RC Schwerte/Ruhr, seiner Excellenz des Bischofs von Cava und Amalfi, des Bürgermeisters von Cava, Signore Marco Galdi, des deutschen Konsuls aus Neapel, Herrn Christian Much, des Rotarischen Governors im Distrikt 2100 und natürlich vieler Bürger Cavas einschließlich ihrer Nachkommen. Zusätzlich enthüllten bei einem weiteren Besuch im Jahre 2015 die Mitglieder der beiden Rotary-Clubs Cava de’ Tirreni und Schwerte/Ruhr eine weitere Tafel, auf der die Besucher dieser Gedenkstätte in beiden Sprachen über das Wirken und die Bedeutung Mamma Lucias informiert werden.